# Aerotrén (Ciudad de México)
El Aerotrén es un transportador de personas propulsado por cable que opera en el Aeropuerto Internacional de la Ciudad de México, en la Ciudad de México, en México. El transportador automático de personas (APM) de 3 kilómetros proporciona un enlace entre la Terminal 1 y la Terminal 2.
Inaugurado en 2007, fue parte de la gran ampliación del aeropuerto, el cual es el más transitado de América Latina. El enlace está destinado únicamente a la transferencia de pasajeros en conexión entre vuelos, quienes deben estar en posesión y mostrar una tarjeta de embarque válida.
El enlace aeroportuario de Aerotrén en el Aeropuerto conecta la Terminal 1 con la nueva Terminal 2 que se había construido en el extremo opuesto de la pista de la terminal existente. El sistema es capaz de transportar 540 pasajeros de transferencia por hora por dirección.

## Historia

### Construcción
El Proyecto del Sistema Automatizado de Transporte de Personas del Aeropuerto Internacional de la Ciudad de México se inició el 12 de agosto de 2005 cuando se firmó un contrato entre los propietarios del aeropuerto Aeropuertos y Servicios Auxiliares (ASA) y DCC Doppelmayr Cable Car. El sistema se completó en noviembre de 2007 a un precio de 52 millones de euros.
El sistema fue construido y diseñado en una empresa conjunta con Ingenieros Civiles y Asociados (ICA), la empresa constructora más grande de México.
El área alrededor de la Ciudad de México sufre de asentamiento del suelo, y esto tuvo que tenerse en cuenta. La estructura de la guía elevada tiene la capacidad de ajustarse a los asentamientos del suelo. Los adaptadores de acero entre la armadura de acero y las columnas de hormigón permiten ajustes de altura posteriores para compensar cualquier movimiento del suelo.

### Operación
Solo los pasajeros en conexión pueden usar el sistema, quienes deben tener un pase de abordar de vuelo válido para abordar. El tiempo de viaje es de 5:45 minutos y el tren se detiene (permanece) durante 60 segundos en cada estación. Cuando el sistema cierra por mantenimiento, los pasajeros son transportados entre ambas terminales en autobuses.

## Tecnología
Se eligió un diseño de Cable Liner Shuttle de vía única y tren único. El sistema instalado tiene 3.025 metros (9.925 pies) de largo y opera a una velocidad de 45 kilómetros por hora (28 mph) entre las dos estaciones terminales. Vehículos conectados a un cable, conducido desde debajo de una de las estaciones, que impulsa, acelera y desacelera el tren.
El tren está compuesto por cuatro coches, cada uno con capacidad para 26 pasajeros y haciendo un total de 104 pasajeros por tren. Se incluyó una opción para alargar el tren original de cuatro vagones a seis vagones, proporcionando un aumento de 540 pasajeros de transferencia por hora por dirección a 800 pasajeros de transferencia por hora por dirección.